# Списък на побратимени градове на Чехия
Това са побратимените градове на градовете в Чехия.

## Прага[1]
- Атина, Гърция
- Бамберг, Германия
- Барселона, Испания
- Берлин, Германия, 1995
- Билбао, Испания
- Буенос Айрес, Аржентина
- Кайро, Египет
- Киото, Япония, 1996
- Москва, Русия, 2000
- Нюрнберг, Германия, 1990
- Париж, Франция, 1997
- Санкт Петербург, Русия, 1992
- София, България
- Столичен регион Брюксел, Белгия, 2003
- Тайпе, Тайван, 2001
- Финикс, САЩ, 1991
- Франкфурт, Германия, 1990
- Хамбург, Германия, 1990
- Чикаго, САЩ, 1990
- Ясло, Полша
- Бирмингам, Великобритания
- Братислава, Словакия
- Будапеща, Унгария
- Виена, Австрия
- Вилнюс, Литва
- Йерусалим, Израел
- Кали, Колумбия
- Копенхаген, Дания
- Лисабон, Португалия
- Рига, Латвия
- Ротердам, Нидерландия
- Хелзинки, Финландия

## Бърно[2]
- Виена, Австрия
- Воронеж, Русия[3]
- Далас, САЩ
- Каунас, Литва[4]
- Лайпциг, Германия[5]
- Лийдс, Великобритания[6]
- Пловдив, България[7]
- Познан, Полша[8]
- Рен, Франция
- Санкт Пьолтен, Австрия[9]
- Утрехт, Нидерландия
- Харков, Украйна[10]
- Щутгарт, Германия[11]

## Острава
- Дрезден, Германия (1971)[12]
- Кошице, Словакия (2001)[13]

## Ческе Будейовице[14][15]
- Гомел, Беларус
- Зул, Тюрингия, Германия
- Линц, Австрия
- Лориан, Франция
- Нитра, Словакия
- Пасау, Германия, 1987

## Храдец Кралове
- Алесандрия, Италия, 1961
- Арнем, Нидерландия
- Банска Бистрица, Словакия
- Валбжих, Полша
- Вроцлав, Полша
- Гисен, Германия
- Кастела, Хърватия
- Мец, Франция
- Монтана, България

## Пардубице[16]
- Варегем, Белгия
- Високе Татри, Словакия
- Дутинхем, Нидерландия
- Мерано, Италия
- Перник, България
- Розиняно Маритимо, Италия
- Сежана, Словения
- Селб, Германия
- Шелефтео, Швеция
- Шьонебек, Германия

## Хавиржов
- Харлоу, Великобритания
- Колено, Италия
- Ястшембе-Здруй, Полша
- Мажейкяй, Литва
- Пайде, Естония
- Омиш, Хърватия

## Злин
- Алтенбург, Германия
- Гронинген, Нидерландия[17]
- Хожув, Полша
- Изегем, Белгия
- Лимбах-Оберфрона, Германия
- Romans, Франция
- Сесто Сан Джовани, Италия
- Тренчин, Словакия

## Мост
- Кайляри, Гърция

## Опава
- Забже, Полша

## Дечин
- Йонава, Литва

## Ихлава[18]
- Хайденхайм ан дер Бренц, Германия
- Пюрмеренд, Нидерландия

## Пършеров
- Койк, Нидерландия
- Озимек, Полша

## Млада Болеслав
- Кингс Лин, Великобритания
- Вантаа, Финландия